# Stok (Inde)
Pour les articles homonymes, voir Stok.
Stok est un village au bord de la rivière Stok, à 14 km du centre ville de Leh, dans le district de Leh au Ladakh, en Inde.
Il a la particularité d'abriter le Palais de Stok, qui fut le siège de la dynastie Namgyal du Ladakh.